# Mészáros Sándor (író)
Mészáros Sándor (Bonyhád, 1959. február 14. –) író, irodalomtörténész, szerkesztő.

## Életpályája
1978–1983 között a Kossuth Lajos Tudományegyetem magyar-népművelés szakán tanult. 1983–1986 között tudományos továbbképzési ösztöndíjas volt. 1986-tól öt évig a Kossuth Lajos Tudományegyetem Gyakorló Gimnázium tanára volt. 1989–1998 között az Alföld szerkesztője. 1991–1994 között óta a József Attila Kör elnöke volt. 1997–2000 között a Szépírók Társaságának alelnöke volt, 2012-től 2015-ig pedig elnöke. 1999 óta a Jelenkor vezető-szerkesztője. 2003 óta a Kalligram Kiadó szerkesztője, majd főszerkesztője.

## Művei
- A kék hegyeken túl… (regény, 1987)
- Más vagy. Az Alföld Stúdió antológiája; szerk. Keresztury Tibor, Mészáros Sándor; Alföld Stúdió–Magyar Írószövetség Kelet-magyarországi Csoportja, Debrecen, 1991
- Keresztury Tibor–Mészáros Sándor: Szövegkijáratok; Széphalom Könyvműhely, Bp., 1992 (Dialógus)
- Az újraértett hagyomány. Tanulmányok, esszék; szerk. Keresztury Tibor, Mészáros Sándor, Szirák Péter; Alföld Szerkesztősége, Debrecen, 1996

## Díjai
- Bölöni-díj (1988)
- A Jövő Irodalmáért Díj (1988)
- A Művészeti Alap Elsőkötetesek Díja (1988)
- Alföld-díj (1989)
- Móricz Zsigmond-ösztöndíj (1991)
- Soros-ösztöndíj (1993)
- Üveggolyó-díj (2009)